# Virtual Insanity
«Virtual Insanity» es una canción del cantante británico Jay Kay, vocalista de la banda de funk Jamiroquai. Fue lanzado como el segundo sencillo de su tercer álbum de estudio, Travelling Without Moving (1996), el 19 de agosto de 1996. El galardonado video musical de la canción fue lanzado en septiembre de 1996. «Virtual Insanity» fue un éxito número uno en Islandia y alcanzó el número tres en el UK Singles Chart. Alcanzando su punto máximo entre los 10 primeros en Finlandia e Irlanda, la canción también alcanzó el número 38 en la lista de Billboard Modern Rock Tracks en el lanzamiento del sencillo en los EE. UU en 1997. La vista de la ciudad subterránea en Sapporo, norte de Japón, inspiró esta canción.

## Información
Este sencillo fue un éxito, junto a Cosmic Girl, y gracias a esto la banda Jamiroquai comenzó a tener éxito a nivel mundial. Éxito que también lo ganó gracias al videoclip de esta canción, el cual en 1997 ganó los MTV Video Music Awards. Se llevó 4 premios, entre ellos mejor vídeo del año y mejor cinematografía, el cual sigue siendo uno de los vídeos más pedidos por los fanes. El videoclip fue el puesto número 27 en los 100 mejores videoclips en la historia de MTV Latinoamérica y número 7 a nivel mundial de MTV.

## Vídeo musical
"Virtual Insanity" es el video musical más conocido de Jamiroquai[cita requerida]. En los MTV Video Music Awards de 1997 en septiembre de 1997, obtuvo 10 nominaciones, ganando cuatro premios, incluyendo "Breakthrough Video" y "Mejor vídeo del año". En 2006, fue votado noveno por los televidentes de MTV en una encuesta en videos musicales que 'rompió las reglas'. Fue dirigida por Jonathan Glazer. El sencillo fue lanzado en los Estados Unidos en 1997. En los MTV Video Music Awards de 1997, Jamiroquai interpretó la canción, recreando el famoso concepto de movimiento de piso con dos pasarelas en movimiento en el piso del escenario, yendo en diferentes direcciones, para que Jay Kay lo usara para bailar.

### Contenido
El video consiste principalmente en el cantante de Jamiroquai, Jay Kay, bailando e interpretando la canción en una habitación blanca brillante con un piso gris. A lo largo del video, hay varias combinaciones de sofás y sillones, que son los únicos muebles en la habitación. El video obtuvo el reconocimiento de los críticos por sus efectos especiales: el piso parece moverse mientras el resto de la habitación permanece quieto. En algunos puntos, la cámara se inclina hacia arriba o hacia abajo para mostrar el piso o el techo durante unos segundos, y cuando vuelve a la posición central, la escena ha cambiado por completo. Otras escenas muestran a un cuervo volando por la habitación, una cucaracha en el piso, los sofás sangrando y los otros miembros de Jamiroquai en un corredor arrastrados por el viento. Este se convirtió en el segundo video lanzado por Jamiroquai que se realizó con éxito en una toma completa, aunque compuesta; "Space Cowboy" fue el primero. En un breve documental, el director Jonathan Glazer describe cómo las paredes se mueven sobre un piso gris estacionario sin detalles, para dar la ilusión de que los objetos en el piso se mueven. En varias tomas, las sillas o sofás se fijan a las paredes para que parezcan estar paradas, cuando de hecho se mueven. En otras tomas, las sillas permanecen estacionarias en el piso, pero la ilusión es tal que parecen moverse. Las paredes en movimiento no eran completamente rígidas y se pueden ver en algunas tomas moverse ligeramente.

## Lista de canciones
UK CD1 (663613 2)
1. «Virtual Insanity» – 4:04
2. «Do You Know Where You're Coming From?» (Original Mix) – 4:59
3. «Bullet» – 4:19
4. «Virtual Insanity» (Álbum Versión) – 5:40

UK CD2 (663613 5)
1. «Virtual Insanity» – 4:04
2. «Space Cowboy» (Classic Radio) – 4:01
3. «Emergency On Planet Earth» (London Rican Mix) – 7:10
4. «Do You Know Where You're Coming From» – 4:59

Casete (663613 4)
1. «Virtual Insanity» – 4:04
2. «Virtual Insanity» (Álbum Versión) – 5:40
3. «Virtual Insanity» (Unreality Mix) – 3:54

CD PROMOCIONAL (PRCD 96804)
1. «Virtual Insanity» (Radio Edit) – 3:46
2. «Virtual Insanity» (Full Length Edit) – 5:39

## Posicionamiento en listas
| Listas (1996/1997)                       | Mejor posición |
| ---------------------------------------- | -------------- |
| Belgian Singles Chart (Wallonia)         | 15             |
| Canadian RPM Singles Chart               | 64             |
| Finnish Singles Chart                    | 7              |
| French Singles Chart                     | 15             |
| German Singles Chart                     | 63             |
| Irish Singles Chart                      | 7              |
| Italian Singles Chart                    | 1              |
| Swedish Singles Chart                    | 32             |
| UK Singles Chart                         | 3              |
| U.S. Billboard Pop Songs                 | 39             |
| U.S. Billboard Modern Rock Tracks        | 38             |
| U.S. Billboard Adult Top 40              | 37             |
| U.S. Billboard Hot Dance Music/Club Play | 34             |